# Karl Theodor Bayrhoffer

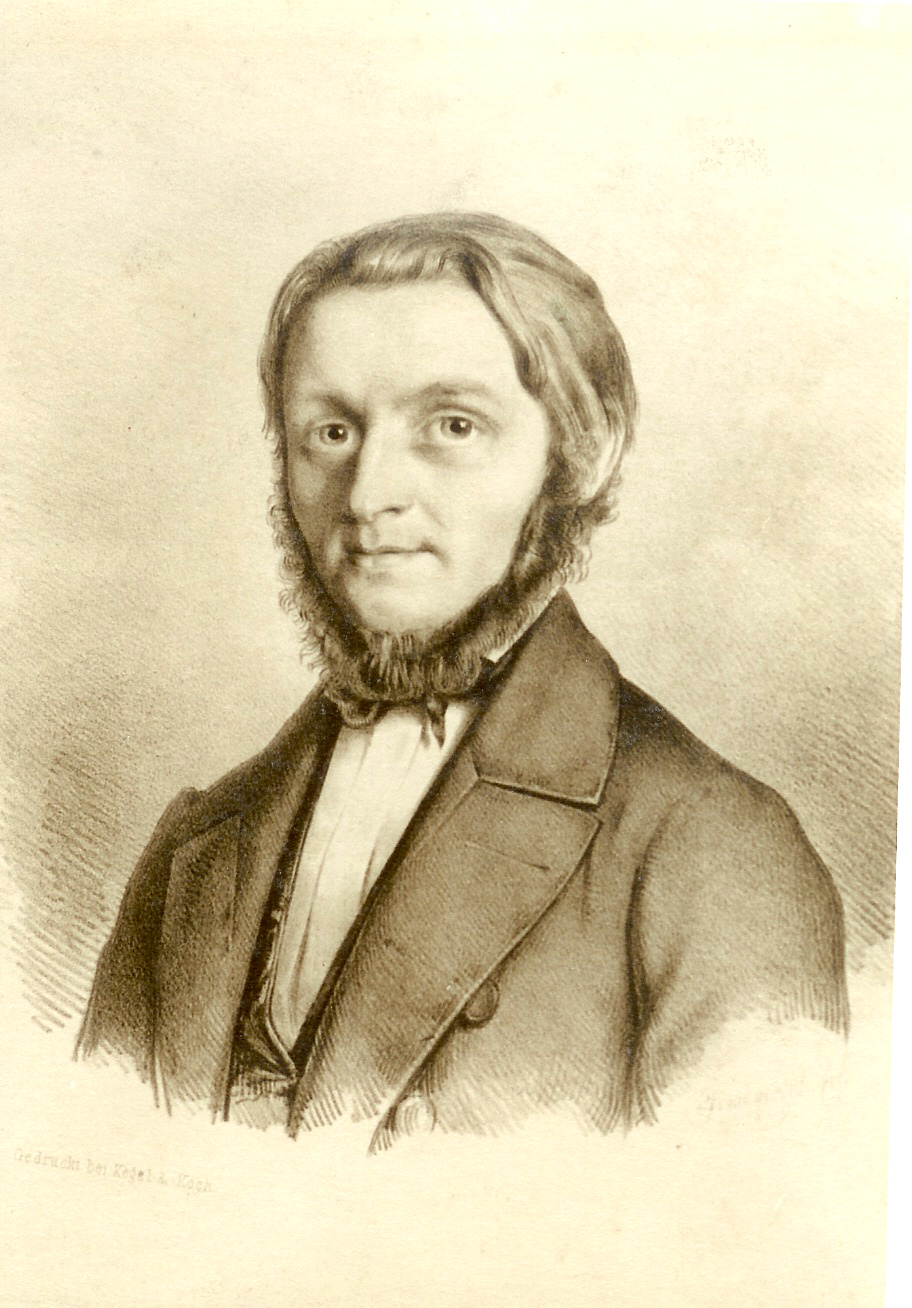
Karl Theodor Bayrhoffer

Karl Theodor Bayrhoffer, född 14 oktober 1812 i Marburg, död 3 februari 1888, var en tysk filosof och politiker.
Bayrhoffer deltog i tidens liberala opposition, och avstängdes från in professur i Marburg 1846 på grund av sin politiska verksamhet och måste 1853 emigrera till Amerika. Som filosof var han ursprungligen hegelian men blev sedermera kritisk mot den hegelska dialektiken.